# Incaspiza pulchra
Incaspiza pulchra là một loài chim trong họ Thraupidae.